# 小原芳明
小原 芳明（おばら よしあき、1946年5月13日 - ）は、日本の教育者。学位はMaster（スタンフォード大学）。学校法人玉川学園理事長、玉川学園学園長、日本私立大学協会会長。
玉川大学文学部教授、玉川大学副学長、玉川大学学長などを歴任した。

## 来歴

### 生い立ち
1946年5月13日生まれ、東京生まれ。玉川学園小学部・中学部を経て、高等部2年生よりアメリカ・マサチューセッツ州ロクスベリー・ラテン・スクールに留学、同校を卒業。その後マンマス大学へ進学し、玉川大学大学院文学研究科を経て、スタンフォード大学大学院教育政策分析専攻修士課程を修了。

### 教育者として
1987年以降、玉川大学文学部教授。国際教育室長、副学長などを歴任。父・小原哲郎の引退に伴い、学長職を世襲し第5代学長となる（玉川学園・玉川大学における世襲については、玉川大学を参照）。日本私立大学協会理事、文部科学省大学設置・学校法人審議会（学校法人分科会）委員を歴任。2013年より文部科学省中央教育審議会委員。
2024年3月31日に学長を退任し、学校法人玉川学園理事長と玉川学園学園長は継続している。

## 人物
クリスチャンとして宗教の重要性を説く。「情報はチャンス」とIT教育に力を入れる。中学部・高等部では「新しい歴史教科書をつくる会」の教科書を採用した。
2007年、大検合格による資格を持たない神奈川朝鮮中高級学校生徒の受験に対して拒否を貫いた（2007年1月16日共同通信）。朝鮮学校は、学校教育法における各種学校であり、対応は各大学によって異なる。

## 家族・親族
祖父は玉川学園創立者小原國芳、父は元理事長・学長小原哲郎。